# St. Dionysius (Hundeshagen)

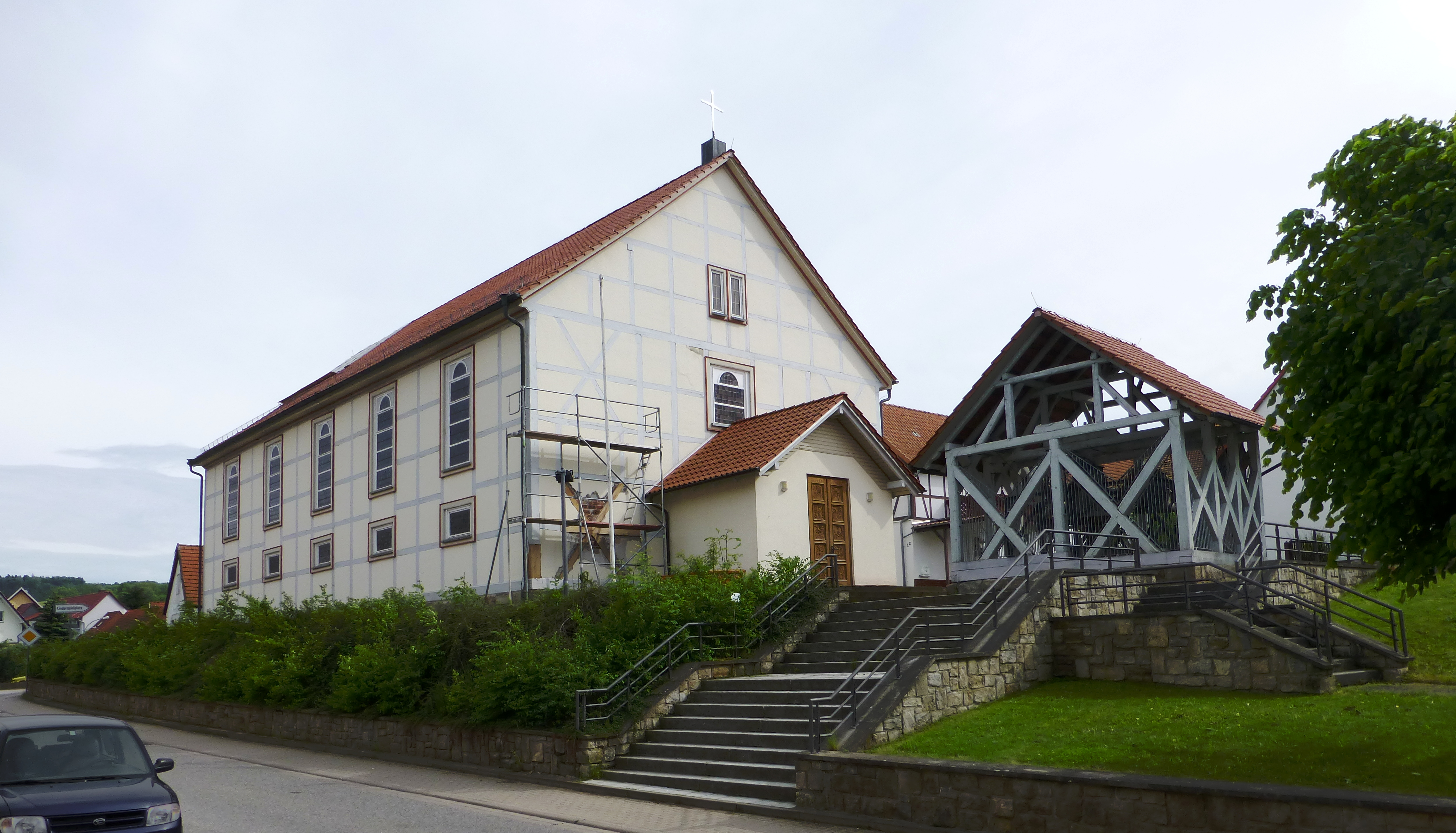
St. Dionysius

Die römisch-katholische Filialkirche St. Dionysius steht in Hundeshagen, einem Ortsteil der Stadt Leinefelde-Worbis im thüringischen Landkreis Eichsfeld. Sie ist Filialkirche der Pfarrei St. Andreas Teistungen im Dekanat Leinefelde-Worbis des Bistums Erfurt. Sie trägt das Patrozinium des heiligen Dionysius von Paris.

## Geschichte
Hundeshagen besaß eine alte Kirche, deren Gründungsjahr unbekannt ist. Sie stand an der Stelle des heutigen Dorffriedhofs. Das Kirchenpatronat lag beim Zisterzienserinnenklosters Teistungenburg und ab 1282 für mehr als 600 Jahre bei den Rittern von Westernhagen. Anfang des 19. Jahrhunderts war die alte Kirche baufällig und musste 1830 gesperrt werden.
Friedrich August Stüler entwarf die Fachwerkkirche 1843 als Notkirche mit freistehendem Glockenhaus. Sie wurde 1844/45 als Geschenk Friedrich Wilhelms IV. gebaut und am 5. Oktober 1845 geweiht. Zu einem späteren Steinbau ist es nie gekommen. 1962–63 wurde die Kirche renoviert und dabei weitgehend verändert. Zur Ausstattung gehört eine um 1500 geschnitzte Figur der heiligen Elisabeth.

## Orgel
Die Orgel mit 16 Registern, verteilt auf 2 Manuale und Pedal, wurde 1970 von Rudolf Kühn gebaut.